# کانگولوو
کانگولوو (انگلیسی: Kangulovo) یک شهرک در شهرستان کالتاسینسکی استان باشقیرستان کشور روسیه است.